# Chiesa dei Santi Pietro e Paolo (Petroio)
La chiesa dei Santi Pietro e Paolo si trova a Petroio, nel comune di Trequanda.

## Descrizione
La semplice facciata a bozze irregolari di pietra è preceduta da una scalea; al termine del lato destro è collocata la bassa torre campanaria.
L'interno, a croce latina e ad un'unica navata, è stato rimaneggiato nel corso dell'Ottocento. Sulla parete presbiteriale sono stati collocati gli affreschi staccati dalla chiesa di Sant'Andrea, di ambito quattrocentesco senese;
la parte centrale rappresenta la "Crocifissione" con ai lati la "Madonna e i Santi Girolamo, Giovanni, Andrea e Maria Maddalena"; in basso è rappresentato l'"Ecce Homo"; sulla sinistra è stata posta la "Madonna che allatta il Bambino", mentre sulla destra è l'effigie di "San Sebastiano". Nel transetto sinistro è collocata la lunetta lignea con la "Madonna col Bambino" di Taddeo di Bartolo.